# Cyntoia Brown
Cyntoia Denise Brown (Tennessee, Estados Unidos, 29 de enero de 1988) es una mujer que fue víctima de trata, condenada a los 16 años por el asesinato de su abusador Johnny Michael Allen.  
Brown, que tenía 16, fue prostituída involuntariamente por el proxeneta Cut en el momento del asesinato. Afirmó que Allen, de 43 años, había pagado 150 dólares para tener relaciones sexuales con una menor y ella temía por su vida durante el encuentro, lo que la llevó a dispararle. Los fiscales argumentaron que Brown mató a Allen mientras dormía para robarle. Brown fue declarada culpable de robar y asesinar a Allen y sentenciada a cadena perpetua. Su historia se cuenta con detalle en un documental de 2011 dirigido por Dan Birman, Me Facing Life: Cyntoia's Story, y en el documental de Netflix de 2020 del mismo director, Crimen y Perdón: La historia de Cyntoia Brown. 

## Biografía
Nacida como Cyntoia Denise Mitchell en Tennessee el 29 de enero de 1988, su madre biológica se llama Georgina Mitchell. No se sabe quién es su padre biológico. Madre soltera de dieciséis años, Georgina Mitchell bebía alcohol durante el embarazo (por lo cual luego sus abogados defensores proclamarían que le causó haber nacido con síndrome del espectro alcohólico fetal) y después de que Brown nació, empezó a abusar del crack. Incapaz de cuidar a su hija de niña, Georgina la dio en adopción a Ellenette Brown, también conocida como Ellenette Washington. En 2004, Cyntoia huyó de casa con dieciséis años y empezó a verse con un hombre adulto, llamado Garion McGlothen, alias Cut-Throat ("Despiadado", en español) o sencillamente Cut, que se convertiría en su proxeneta. Indigentes, ambos fueron a residir en InTown Suites con el soporte económico que proveía Brown a través de la prostitución. Durante ese tiempo, McGlothen la amenazaba, golpeaba y violaba.
Se hizo conocida por el asesinato de Johnny Mitchell Allen, cliente de prostitución de cuarenta y tres años que abusó sexualmente de ella cuando tenía 16 años y era obligada a prostituirse. Brown se veía permanentemente apuntada por un arma, golpeada, maltratada y estrangulada por parte del hombre que la esclavizaba, McGlothen. Fue condenada a cadena perpetua, como si fuera adulta, por los delitos de prostitución y asesinato. Brown sostuvo que fue en defensa propia y que temía por su vida. Su caso tuvo grandes repercusiones porque hizo cambiar las leyes del Estado de Tennessee, que ya no consideran delincuente al niño o a la niña víctimas del tráfico de menores.
En enero de 2019, tras quince años en prisión, recibió el indulto. Salió de prisión el 7 de agosto de 2019.

## Proceso judicial del Estado de Tennessee contra Cyntoia Brown

### Asesinato de Johnny Allen
La noche del 6 de agosto de 2004, Brown, con dieciséis años, se encontró con Johnny Mitchell Allen, un agente inmobiliario de cuarenta y tres años, veterano del ejército de los Estados Unidos, que buscaba sexo con una menor a cambio de dinero en el estacionamiento de un local de comidas rápidas en la carretera Murfreesboro de Nashville (Tennessee), una conocida zona roja. Brown acordó tener sexo con Allen por 150 dólares. Pidieron comida y Allen la llevó a su casa en la carretera Mossdale. Allen le mostró su colección de armas y, luego de maltratarla, en un momento durante el anochecer, Brown disparó y mató a Allen con un arma de fuego de calibre 40 que llevaba consigo y robó de la residencia de Allen 172 dólares en efectivo, varias armas de fuego y una camioneta Ford F150. Luego, condujo el vehículo hasta InTown Suites para encontrarse con su proxeneta.

### Arresto y juicio
Brown fue arrestada y se presentaron contra ella los cargos de homicidio premeditado y robo agravado. Aunque tenía menos de 18 años, se la llevó a juicio como adulta. Brown inicialmente declaró ante la policía que actuó en defensa propia y que Allen le había enseñado una serie de armas que tenía. Según la policía, Allen estaría dormido cuando recibió el disparo, aunque no se realizó ningún test de trayectoria a la bala porque "era obvio que la trayectoria era recta". No se encontraron huellas digitales en el arma, pero sí en la manija de la puerta del vehículo del muerto. Brown declaró haber robado dinero y dos armas propiedad de Allen y expresó su intención de empeñarlos. Ella misma llamó al 911. La fiscalía concluyó que Brown no había estado en peligro y que lo asesinó para robarle. Fue declarada culpable de prostitución, robo y asesinato y sentenciada a 51 años de vida en prisión.

### Consecuencias
Brown cumplió condena en la Prisión de Tennessee para Mujeres, un establecimiento de máxima seguridad de Nashville (Tennessee).
Su ex proxeneta, Garion L. McGlothen (alias cut-Throat), murió el 30 de marzo de 2005, a los veinticuatro años de edad, asesinado a balazos por un hombre llamado Quartez Hines.
La historia de Brown se muestra en el documental de 2011 Me Facing Life: Cyntoia's Story.

### Corte Suprema de Tennessee
El 6 de diciembre de 2018 la Corte Suprema Estatal emitió un fallo sobre el caso de Brown por el que la declaró elegible para libertad condicional en 51 años. Es decir, que por su situación procesal sería elegible para libertad condicional cuando tuviera 67 años.

## Atención renovada de los medios
En 2018, varias celebridades, notablemente Kim Kardashian, Rihanna y Cara Delevingne, se interesaron por la causa de Brown y la mediatizaron para visibilizarla.

## Indulto
En enero de 2019, tras quince años en prisión, fue indultada.
El 7 de agosto de 2019 obtuvo la libertad.